# Trachea eugrapha
Trachea eugrapha är en fjärilsart som beskrevs av Jones 1908. Trachea eugrapha ingår i släktet Trachea och familjen nattflyn. Inga underarter finns listade i Catalogue of Life.